# Третья книга джунглей
Третья книга джунглей (англ. The Third Jungle Book) — сборник рассказов, продолжение историй о Маугли, написанные Памелой Джекел в 1992 году.

## Стиль
Написанные рассказы по стилю приближены к стилю Киплинга, вместе с тем Джекел допускает некоторые речевые обороты, принятые в американском диалекте английского языка, а также не присущее Киплингу описание особенностей организма различных животных.

## Сюжет
Хронология рассказов описывает события в жизни Маугли, начиная с детства и до его женитьбы и рождения ребёнка. Часть рассказов являются переделанными, взявшими за основу некоторые из произведений Киплинга; к примеру, рассказ «Where the Elephants Dance» является переложением Маленького Тумаи; «The Mad Elephant of Mandla» и «Jacala, Tyrant of the Marsh» частично основаны на рассказе «Рыжие псы», а также вскользь упомянутых Киплингом событиях о жизни Маугли.

### Рассказы
- Fire in the Jungle
- Where the Elephants Dance
- The Porcupine and the Poison People
- Gargadan, the Great Rhino
- In the Cave of Badur
- Bagheera and the Spring Hunt
- The Mad Elephant of Mandla
- Jacala, Tyrant of the Marsh
- The Ghost Tiger
- Master of the Jungle

## Перевод
К 2014 году Третья Книга джунглей переведена только на венгерский и чешский языки.